# Rezerwat przyrody Ciechostowice
Rezerwat przyrody Ciechostowice – rezerwat leśny w gminie Bliżyn, w powiecie skarżyskim, w województwie świętokrzyskim. W niektórych źródłach występuje pod nazwą Rezerwat Modrzewiowy w Nadleśnictwie Skarżysko.
- Powierzchnia: 7,72 ha[1] (akt powołujący podawał 6,84 ha)
- Rok utworzenia: 1953
- Numer ewidencyjny WKP: 002
- Charakter rezerwatu: częściowy
- Przedmiot ochrony: fragment lasu mieszanego z udziałem modrzewia polskiego, występującego w różnych stadiach rozwoju

Obejmuje fragment płaskiego wzniesienia. Przez rezerwat przechodzi  niebieski szlak turystyczny ze Skarżyska-Kamiennej (Pogorzałe) do Kuźniaków oraz  czarny szlak turystyczny z Sołtykowa do Bliżyna.
Rezerwat bierze swoją nazwę od znajdującej się w pobliżu miejscowości Ciechostowice (gmina Szydłowiec).